# Doudoune

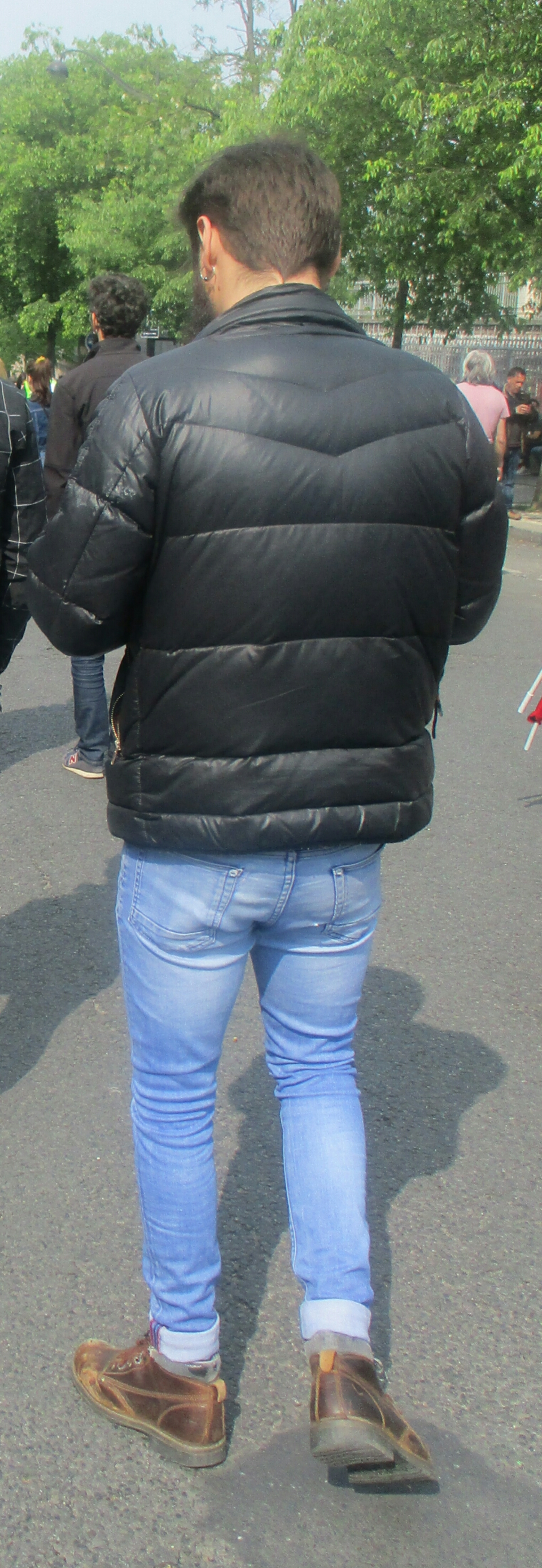
Un homme portant une doudoune.

La doudoune est une veste fourrée de duvet d'oie, de façon matelassée offrant isolation et légèreté.

## Origine
La doudoune trouve son origine dans les années 1930 et revendique deux paternités,.
Premièrement, celle du Français Pierre Allain (1904-2000), alpiniste et commerçant à Paris, qui crée des vestes en duvet fabriquées de 1931 à 1964 dans un atelier contigu de son magasin de sport parisien, rue Saint-Sulpice. D'abord utilisées en alpinisme, puis pour le ski, les doudounes verront leur usage élargi après-guerre.
Deuxièmement, celle de l'Américain Eddie Bauer à la fin des années 1930 : un brevet est déposé en 1940 et le vêtement est adopté par l'armée américaine, les chasseurs et les pêcheurs. 
Mais Allain et Bauer n'ont pourtant pas tout inventé. Déjà en 1922, lors de l'expédition britannique à l'Everest, l'Australien George Finch testait un prototype de veste en toile rembourrée avec du duvet. Alors que les autres membres de l'expédition se contentaient de vestes en tweed, il fut le seul à ne pas souffrir du froid.
Vers les années 1970, alors que les anoraks matelassés proches du corps dominent sur les pistes, la doudoune quitte le domaine de l'escalade pour devenir un vêtement dédié au ski à la mode, vague héritage de la mode futuriste et des images de la conquête spatiale. Moncler, qui habille l'équipe de France aux Jeux olympiques d'hiver de 1968 à Grenoble, la popularise pour les sports d'hiver, lançant dans les années 1980 et en même temps que Chevignon une version sportswear utilisée pour la ville : c'est à cette époque que les doudounes en nylon laqué envahissent les villes ainsi que les « Tod's Unlimited » de Chevignon avec leur gros canard brodé dans le dos. Quelques années après au ski, la doudoune n'est plus au firmament de la tendance, cette dernière tendant vers une silhouette plus élancée. Pourtant au quotidien, elle est toujours présente, poussée en cela par la mode hip-hop, avant de connaitre un déclin dans les années 1990.
En parallèle, à partir des années 1970 et ce pour plusieurs décennies, les créateurs tels Norma Kamali, Thierry Mugler, Rei Kawakubo ou Martin Margiela, s'approprient puis détournent ce vêtement.
Depuis les années 2000, certaines marques reviennent plus particulièrement sur le devant de la scène : Moncler, rachetée et relancée à partir de 2003, The North Face qui réédite parfois d'anciens modèles ou Pyrenex.